# أنويا
أنويا هي مدينة تقع في مقاطعة ريدجو كالابريا في إيطاليا .

## السكان
في سنة 1861 بلغ عدد السكان 1٬830 نسمة، وتطور العدد ليصل في سنة 2011 لـ 2٬246 نسمة.
يظهر هذا المخطط البياني تطور النمو السكاني لـ أنويا

## وصلات خارجية
- الموقع الرسمي